# Perișoru
Perișoru est une commune roumaine située dans le județ de Călărași.